# Томас Петерфі
Томас Петерфі (нар. 30 вересня 1944 р.) — американський бізнесмен-мільярдер, який народився в Угорщині. Засновник, голова та найбільший акціонер транснаціональної біржової брокерської фірми Interactive Brokers. Пітерфі працював архітектором після еміграції до США, а згодом став програмістом. У 1977 році він придбав місце на Американській фондовій біржі і зіграв певну роль у розробці першої електронної торгової платформи цінних паперів. За даними Forbes, зі статком у 25 мільярдів доларів у 2021 році Пітерфі був 65-ю найбагатшою людиною у світі та найбагатшим угорцем, значно випереджаючи Джорджа Сороса (8,6 мільярда доларів), Чарльза Симоні (5 мільярдів доларів) та Стівена Ф. Удвар-Хазі (4,3 млрд доларів).

## Ранні роки та кар'єра
Петерфі народився в Будапешті, Угорщина, 30 вересня 1944 року в підвалі лікарні під час радянського повітряного нальоту. Його батько емігрував до США після провалу Угорської революції в 1956 році. У 1965 році Петерфі залишив навчання в Угорщині та емігрував до батька в Нью-Йорк. Його батько проживав зі своєю другою дружиною та не мав місця для розміщення сина. Він дав Томасу 100 доларів і сказав, щоб той «зробив щось із себе».

Коли Петерфі переїхав до Нью-Йорка, він не розмовляв англійською. Він розпочав свою кар'єру в США як архітектор-кресляр, працюючи над проєктами шосейних доріг для інженерної фірми. Саме в цій фірмі він зголосився запрограмувати нещодавно придбаний комп'ютер. Про свій досвід програмування Петерфі сказав:
Я думаю, що те, як генеральний директор керує своєю компанією, відображає його досвід. Бізнес — це сукупність процесів, і моя робота полягає в тому, щоб автоматизувати ці процеси, щоб їх можна було робити з найбільшою ефективністю.
Петерфі залишив кар'єру в розробці програмного забезпечення для фінансового моделювання та придбав місце на Американській фондовій біржі, щоб торгувати опціонами на акції. Протягом своєї кар'єри у галузі фінансів він постійно намагався замінити ручні процеси більш ефективними автоматизованими. Він писав код у своїй голові під час торгового дня, а потім застосовував свої ідеї до комп'ютеризованих торгових моделей через кілька годин. Петерфі створив серйозний резонанс серед торговців, представивши портативні комп'ютери на торговому майданчику на початку 1980-х років. Його бізнес, пов'язаний з AMEX, з часом перетворився на компанію Interactive Brokers.
Він покинув посаду генерального директора у 2019 році.
Після Brexit, у 2021 році, Interactive Brokers закрили свою європейську штаб-квартиру в Лондоні та передали свою діяльність у два нові континентальні центри. Після цього їх західноєвропейські клієнти обслуговувалися дочірньою компанією в Ірландії, тоді як їх центральноєвропейські операції базувалися в Будапешті. За словами Петерфі, він обрав Будапешт, оскільки був впевнений, що угорська мова та «унікальна угорська логіка» призведуть до покращення фінансових показників; він також хотів погасити борг перед рідною Угорщиною. В Будапешті була створена дочірня компанія Interactive Brokers Central Europe Zrt., яка стала членом Будапештської фондової біржі (BSE) після її реєстрації.

## Регуляторний вплив та політичні погляди
У 1999 році Петерфі переконав Комісію з цінних паперів та бірж (SEC) у тому, що ринки опціонів США можуть бути пов'язані електронним способом, що забезпечить отримання інвесторами найкращих можливих цін на опціони. Він також дав свідчення перед Банківським підкомітетом з цінних паперів, страхування та інвестицій Сенату США щодо додавання банківських норм.
Під час президентської кампанії 2012 року в США Петерфі створив політичну рекламу на підтримку Республіканської партії. Петерфі купив мільйони доларів ефірного часу в таких мережах, як CNN, CNBC та Bloomberg. Оголошення складалися з хвилинного виступу Петерфі, який застерігав від повзучого соціалізму в США. Частково рекламу вважали чудовою, оскільки Петерфі не був кандидатом і не купував рекламу через 527 груп, а натомість платив за них безпосередньо.

Тоді Петерфі сказав:
Багатство Америки походить від зусиль людей, які прагнуть до успіху. Нівелюйте їх заохочення поганим успіхом, і ви заберете багатство, яке допомагає нам піклуватися про нужденних. Так, у соціалізмі багаті будуть біднішими, але бідні також будуть біднішими. Люди втратять інтерес до справжньої важкої праці та створення робочих місць.
Петерфі прямо не згадав про кандидата в президенти від Республіканської партії Мітта Ромні чи президента Демократичної партії Барака Обаму, але явно віддав перевагу першому.

Оголошення Петерфі отримало неоднозначні відгуки. Джошуа Грін, пишучи для Bloomberg Businessweek, сказав: «Хоча реклама трохи смішна, вона глибоко щира, а також здійснює вплив». Грін також запитав Петерфі, чи справедливе порівняння між Сполученими Штатами та Угорщиною, зроблене в рекламі:
[Петерфі] не міг насправді думати, що США перетворюються на соціалістичну Угорщину, чи не так? і кидати політичних опонентів у в'язницю. Ні, він погодився, що цього не було. Але, справді, здається, що це той шлях, яким ми йдемо.
Politico повідомило, що реклама «вважається одним з найкращих місць у цьому виборчому циклі», і сказав, що це могло бути впливовим в Огайо завдяки численності угорського американського населення[17].
Записи про реєстрацію виборців у штаті Коннектикут показують, що Петерфі був зареєстрований як незалежний виборець. Записи про внески в кампанію показують, що він пожертвував Республіканському національному комітету щонайменше 60 000 доларів у 2011 році, і що протягом останніх кількох років (станом на 2016 рік) в основному жертвував кандидатам від республіканців.

Під час президентської виборчої кампанії 2016 року Петерфі пожертвував 100 000 доларів на кампанію кандидата від республіканців Дональда Трампа. Обговорюючи вибори 2016 року у 2021 році, він сказав:
Я насправді взагалі не шанувальник Трампа. Сподіваюся, він більше не буде балотуватися.
Петерфі також заявляє, що Республіканська партія «повністю не працює». Однак він пожертвував 250 000 доларів на кампанію перевиборів Трампа 2020 року, оскільки «дуже відданий антисоціалізму, антиколективізму».

## Interactive Brokers
Interactive Brokers Group, Inc. (IB) — це онлайн-брокерська фірма в США. Компанія бере початок з 1977 році, коли Петерфі купив місце на Американській фондовій біржі як індивідуальний маркет-мейкер і сформував T.P. & Co. наступного року. IB складається з багатьох дочірніх компаній, що працюють на більшості основних фондових, ф'ючерсних, облігаційних, валютних та опціонових біржах по всьому світі. Компанія розпочала публічне розміщення акцій 4 травня 2007 року під біржовим символом IBKR на біржі Nasdaq. 5 жовтня 2018 року Interactive Brokers перенесли свій лістинг на IEX, ставши емітентом-засновником біржі. У 2009 р. Журнал Barron's Magazine заявив, що Interactive Brokers зберігає позицію «найдешевшого місця для інвесторів», і Barron's продовжує класифікувати його як найкращого онлайн-брокера у 2019 році.

### OneChicago
OneChicago — це повністю електронна біржа, що належить спільно IB Exchange Group (IB), Чиказькій біржовій біржі опціонів (CBOE) та CME Group. Це приватна компанія, яка регулюється як Комісією з цінних паперів та бірж, так і Комісією з торгівлі товарними ф'ючерсами. Корпоративна штаб-квартира OneChicago розташована в будівлі Торгової палати Чикаго у фінансовому районі міста. OneChicago пропонує приблизно 2272 ф'ючерсні товари на одну акцію (SSF) компаній з такими іменами, як IBM, Apple та Google. Усі торги здійснюються через Опціонну клірингову корпорацію (OCC). Нині OneChicago управляє єдиним американським ринком ф'ючерсних цінних паперів.

## Статки
Петерфі володіє 75 % Interactive Brokers, а його чистий капітал оцінюється у 25 мільярдів доларів станом на 2021 рік. Він є 65-ю найбагатшою людиною у світі і найбагатшим угорцем у світі станом на 2021 рік.

## Особисте життя
Томас Петерфі розлучений, має трьох дітей. Він завзятий кінник. Живе в Палм-Біч, штат Флорида. У 2015 році повідомлялося, що він оцінив свою садибу в Коннектикуті площею 80 акрів в 65 мільйонів доларів, але врешті-решт її продали за 21 мільйон доларів.